# El Carmel
|  | Aquest article tracta sobre el barri de Barcelona. Vegeu-ne altres significats a «Carmel (desambiguació)». |

El Carmel és un barri popular del districte d'Horta-Guinardó de Barcelona, situat en la part alta de la ciutat. S'estén pel turó del mateix nom, pertanyent als contraforts de la serra de Collserola, amb una orografia accidentada amb nombrosos desnivells, fet que provoca forts pendents en nombrosos carrers del barri.
Abans de les agregacions municipals fetes a Barcelona entre finals del segle xix y començaments del XX, El Carmel estava dividit entre quatre poblacions: Gràcia, Sant Joan d'Horta, Sant Martí de Provençals i Sant Andreu de Palomar. Entre finals del segle xix i començaments del xx fou un lloc de segones residències per a la burgesia de la vila de Gràcia. Fins als anys 1920 tingué un caràcter marcadament rural, amb nombrosos horts i zones verdes, fet que començà a canviar amb l'arribada d'una creixent immigració de la resta d'Espanya. Llavors, els habitatges unifamiliars deixaren pas a les barraques, mentre que a partir dels anys 1960 començaren a construir-se grans blocs d'habitatges dins del boom immobiliari de l'època, que acabaren per transformar la fesonomia del barri.
El Carmel delimita amb els barris de la Teixonera, la Clota, Horta, la Font d'en Fargues i Can Baró del districte d'Horta-Guinardó, així com els del Coll i la Salut del districte de Gràcia.

## Geografia

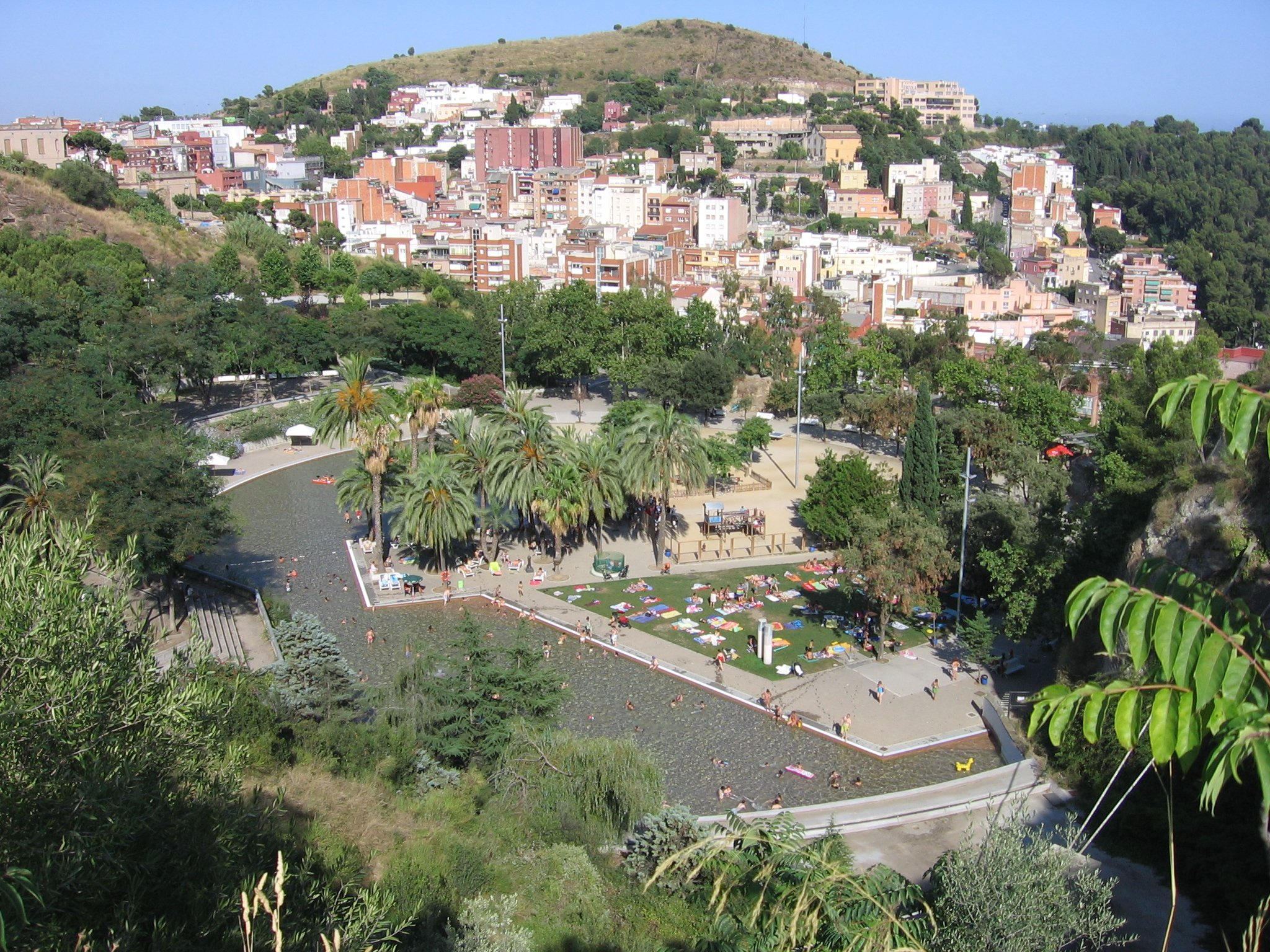
El Turó del Carmel (al fons) vist des del Parc de la Creueta del Coll.

El barri del Carmel es troba delimitat per tres turons pertanyents a la Serra de Collserola (Serralada Litoral Catalana): el del Carmel (265,6 msnm), el de la Creueta del Coll (249 msnm) i el Turó de la Rovira (261 msnm). Aquests turons estan separats de la Serra de Collserola per una falla, i en un futur està prevista la creació d'una zona verda conjunta anomenada Parc dels Tres Turons. El Turó del Carmel, que dona nom al barri, era antigament conegut com a Turó d'en Móra, rebent el seu nom actual del Santuari de la Mare de Déu del Mont Carmel, construït en una de les seves vessants al segle xix. També és conegut com La Muntanya Pelada, per mancar de vegetació al seu cim. Al seu faldar oest se situa el famós Parc Güell, dissenyat pel celebèrrim arquitecte Antoni Gaudí, pertanyent malgrat això a efectes administratius al districte de Gràcia.
Geològicament, el Carmel està format principalment per roques metamòrfiques (esquists i pissarres) de l'era primària (paleozoic), sobre un subsòl granític producte d'una intrusió de magma durant l'orogènia hercínica fa 300 milions d'anys. L'augment de pressió i temperatura causat per aquest magma calent alterà les roques del voltant –el que s'anomena metamorfisme de contacte–, formant una aurèola metamòrfica que arriba a uns dos quilòmetres d'ample en molts llocs. Així es pot observar de manera discontínua afloraments granítics, seguits més amunt de la sèrie de roques metamorfosades: a l'aurèola interna corneanes –en contacte amb el granit– i micacites, i a l'aurèola externa filites, que passen gradualment a les pissarres menys metamorfosades de la resta de la serra.
El seu clima és mediterrani, bastant estable en tota la regió (14,4 °C de temperatura mitjana anual i 619 mm anuals de precipitacions). La seva principal característica són els estius secs i calorosos, amb hiverns igualment secs i temperats, amb una pluviometria molt irregular, amb pluges acumulades principalment a la primavera i tardor. El Carmel, al trobar-se a la part que dona a la ciutat –i per tant al mar– de la serra de Collserola, que és més solellosa, té un clima marítim amb poques gelades.

## Toponímia
El nom del barri prové del Santuari de la Mare de Déu del Mont Carmel, dedicat a la Mare de Déu del Carme, construït el 1864 al peu del turó, que era conegut llavors com a Turó d'en Móra. El terme «Carmel» prové de l'hebreu כרמן (Karm-El), que vol dir «vinya de Déu» o, per extensió, «jardí de Déu». El nom deriva d'una advocació de la Verge Maria, la Mare de Déu del Mont Carmel, més coneguda en països llatins com a Mare de Déu del Carme. Aquesta devoció s'originà al Mont Carmel, a Israel, essent difosa per l'Orde dels Carmelites.

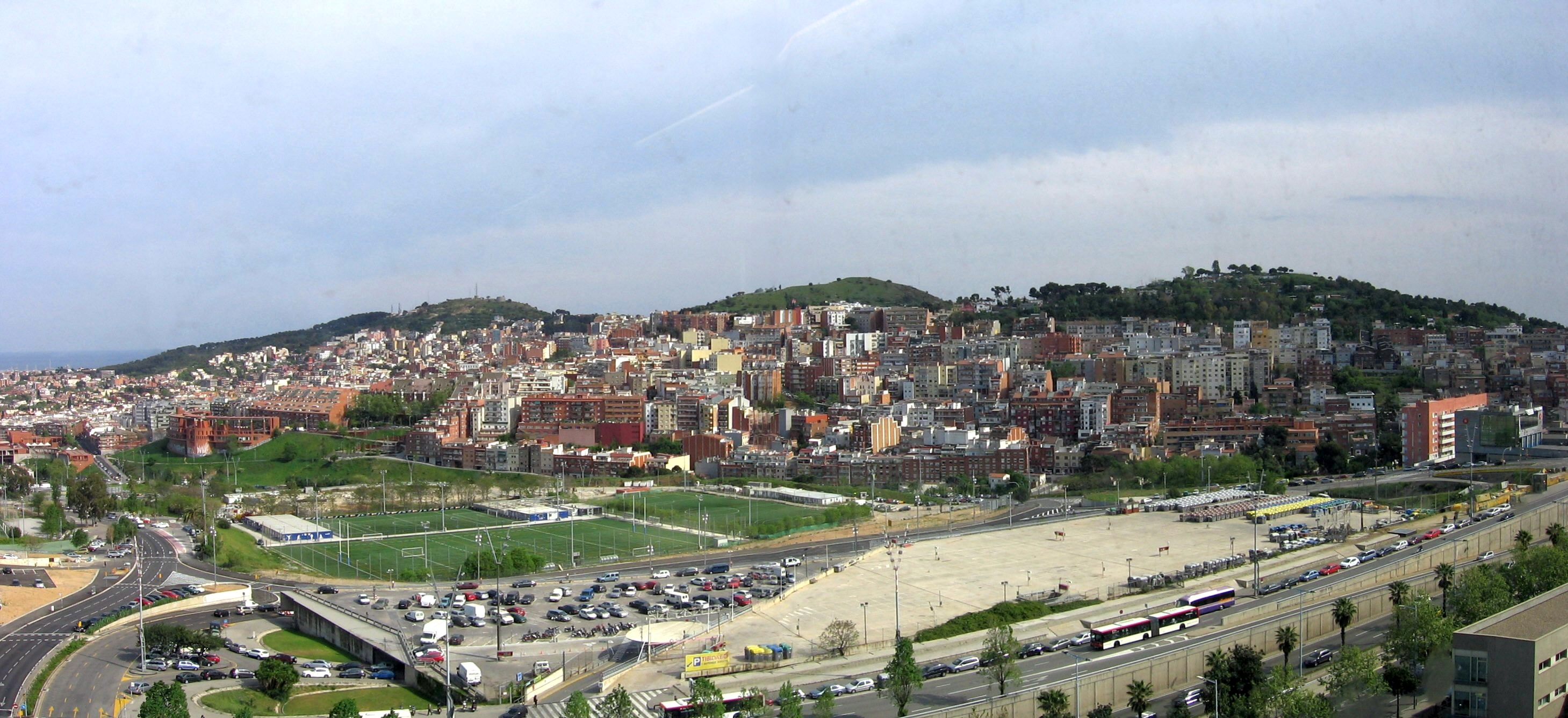
Els Tres Turons: d'esquerra a dreta, Turó de la Rovira, Turó del Carmel i Turó de la Creueta del Coll

## Demografia
El barri del Carmel té una població de 33.028 habitants, amb una densitat de 35.053 hab/km². Segons dades del padró de 2008 publicades per l'Ajuntament de Barcelona, la proporció entre sexes era de 16.018 homes (48,5%) i 17.010 dones (51,5%). Es poden destacar a més els següents factors:
- Per edats: 4.133 nens de 0 a 14 anys (12,5%), 3.072 adolescents de 15 a 24 anys (9,3%), 8.752 joves de 25 a 39 anys (26,5%), 10.562 adults de 40 a 64 anys (32,0%) i 6.509 ancians de més de 65 anys (19,7%).[8]

- Per lloc de naixement: 15.222 de Barcelona (46,1%), 1.022 de la resta de Catalunya (3,1%), 11.350 de la resta d'Espanya (34,4%) i 5.434 estrangers (16,5%). El Carmel ha sigut un lloc de destí per a la forta onada immigratòria dels anys 1950-1970, provinent en la seva majoria d'Andalusia (20,6%), seguida de Castella i Lleó (4,5%), Castella-La Manxa (4,2%), Galícia (3,9%), Extremadura (3,8%) i Aragó (3,0%).[9]

A nivell educatiu, es constaten els següents nivells d'instrucció: un 0,5% d'analfabetisme, un 24,4% sense estudis primaris, un 32,3% amb l'ensenyament bàsic finalitzat, un 15,3% de batxillerat elemental, un 11,4% amb formació professional, un 10,2% de batxillerat superior, un 2,4% amb diplomatura i un 2,8% amb llicenciatura.
Quant a habitatge, estan registrades un total de 14.483 habitatges, dels quals un 88,3% són residència habitual, un 9,2% estan desocupats i un 2,4% són segones residències. Per superfície, un 36,9% són habitatges entre 30 i 60 m², un 48,2% entre 61 i 90 m² i un 5,9% entre 91 i 120 m². La majoria d'habitatges estan construïts entre els anys 1960-1970 (42,1%) i 1970-1980 (25,8%).

## Història

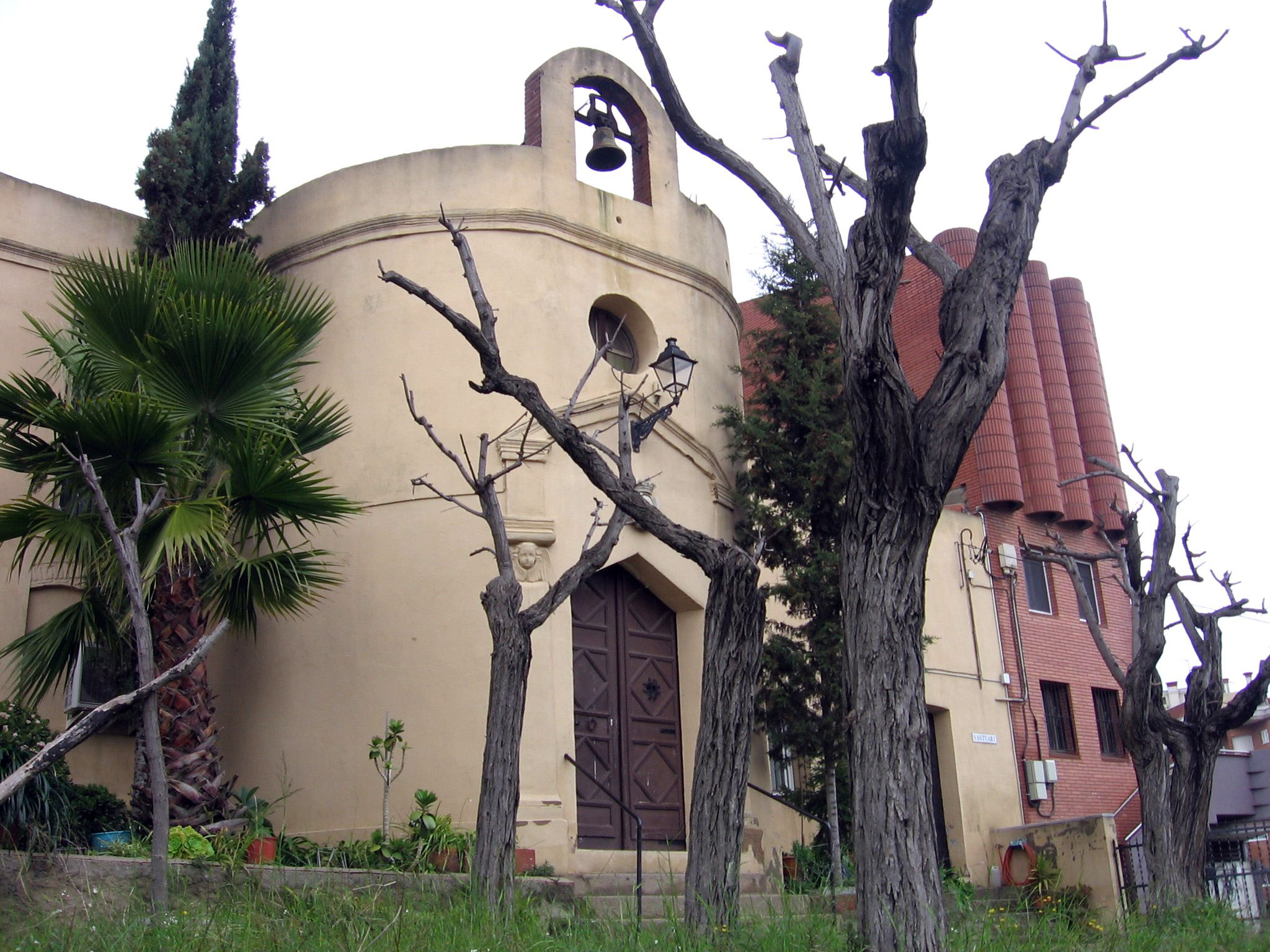
El Santuari de la Mare de Déu del Mont Carmel, que dona nom al barri

El territori de l'actual barri estava antigament dividit entre quatre poblacions: Gràcia, Sant Joan d'Horta, Sant Martí de Provençals i Sant Andreu de Palomar. Just on es construí el Santuari del Carmel, al vessant occidental del turó que dona nom al barri, es trobava la delimitació de tres d'aquestes poblacions: el faldar septentrional del turó pertanyia a Horta, i el meridional a Gràcia; en el Turó de la Rovira estava la frontera entre Horta i Sant Martí, mentre que la zona de la Font d'en Fargas pertanyia a Sant Andreu. Aquesta divisió continuà fins al 1897, data en què Gràcia, Sant Andreu i Sant Martí foren agregats a Barcelona; Horta ho seria el 1904.
Sobre la història antiga del barri cal destacar la presència d'un poblat ibèric al Turó de la Rovira, trobat el 1930 per l'arquitecte Josep Danés i Torras. Aquest emplaçament fou estudiat per l'arqueòleg Josep Colominas i Roca, trobant les restes d'un poblat i una necròpolis al cim del turó, amb una superfície d'uns 22.500 m². Es van trobar restes d'una muralla d'uns 370 metres de llarg per 65 d'ample, amb dues portes d'accés flanquejades per torres circulars. D'igual forma, foren trobades restes de ceràmica, datables entre els segles IV i II aC.

### Seglexix: primeres urbanitzacions
Des dels segles XVI, XVII i XVIII ja es van assentar en el turó del Carmel algunes masies d'explotació rural, algunes convertides després en cases d'estiueig dels propietaris. A començaments del segle xix El Carmel era una zona rural, amb algunes quantes masies escampades pel seu territori, destacant la de Can Móra, que donava nom llavors al turó conegut popularment des d'antany com a Muntanya Pelada, i que era denominada com Turó d'en Móra fins a la construcció del Santuari del Carmel –l'edifici de Can Móra encara existeix, al carrer Portell, essent actualment un geriàtric–. Altres masies de la zona eren Ca n'Andalet, Can Grau, Can Baró i Can Xirot. Era una zona muntanyenca no gaire apta per a l'agricultura, destacant el conreu d'ametllers i garrofers, així com horts i algunes vinyes. També existien mines de ferro (conegudes com a Coves d'en Cimany), així com pedreres i forns de calç, i uns aqüífers que donaven una aigua ferruginosa que es deia posseïa propietats curatives, essent explotada per la finca de Can Xirot, que la venia en grans garrafes a Barcelona. Una de les finques de més rellevància per al barri fou Can Grau: acollia una granja que comercialitzava llet a Horta i Gràcia, i repartia inclús a Barcelona. Tenia una superfície de 140.000 m², i incloïa una capella dedicada a la Mare de Déu del Roser, que era la que oferia servei religiós en aquells dies a la zona. El 1900 passà a ser propietat d'Alexandre de Bacardí i de Janer, un dels principals promotors de la zona.

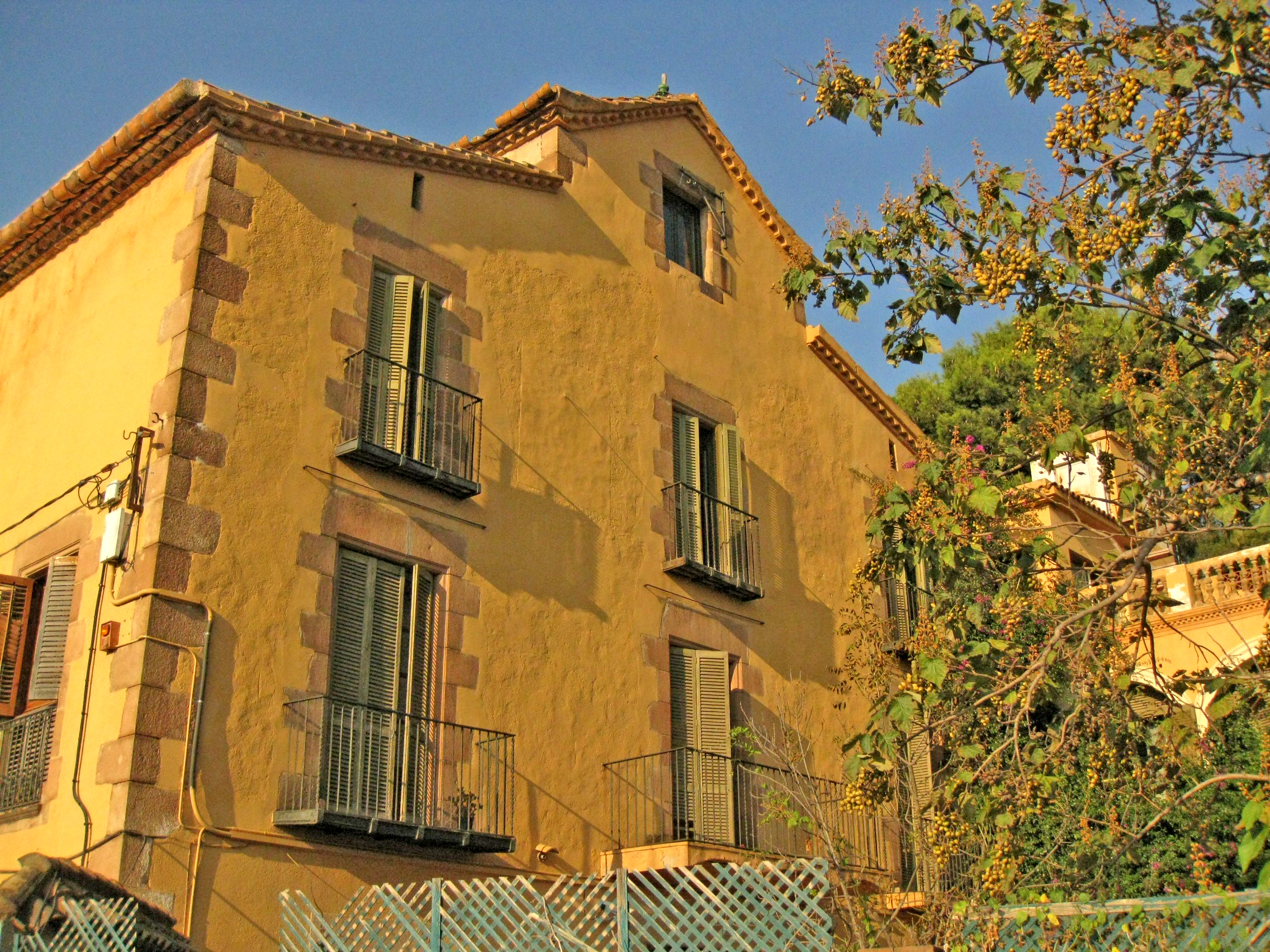
Can Móra

Entre 1860 i 1864 es construí una ermita dedicada a la Mare de Déu del Carme, origen de l'actual santuari, al vessant occidental del Turó d'en Móra, que des de llavors passà a anomenar-se Turó del Carmel. Fou promoguda per l'ermità Miquel Viladoms, i oberta al culte l'11 d'abril de 1864 amb permís del bisbe de Barcelona, Pantaleó Montserrat. Des de llavors fou un lloc de pelegrinatge i d'aplecs de joventut, especialment el 16 de juliol, festivitat del Carme. El 1930 fou elevada a capella, i el 1962 a parròquia. Amb el temps, a més de la seva tasca religiosa, la nova parròquia s'implicà profundament en la vida del barri, realitzant una gran tasca en terrenys com la sanitat, l'educació i la cultura, i implicant-se en les reivindicacions del barri a nivell de serveis i infraestructures. Atès la petita mida de la capella, que només podia acollir a trenta persones, entre 1985 i 1988 es construí una nova església, obra dels arquitectes Francesc de Paula Daumal i Domènech i Miquel Campos i Pascual, amb un disseny més contemporani. El nou edifici fou inaugurat el 16 de juliol de 1988 per l'arquebisbe de Barcelona, Narcís Jubany.
Posteriorment, un dels fets més destacables fou la construcció del dipòsit d'aigües del Parc de les Aigües, que abastia d'aigua la capital, amb un subministrament procedent de l'estany de Dosrius. Fou promogut per la Compagnie des Eaux de Barcelone, de capital franco-belga, i construït el 1868 a la finca de Can Baró. Posteriorment, el 1886 es construí altre dipòsit al cim del Turó de la Rovira, anomenat dipòsit de Les Altures, amb capacitat per a 1.000 m3. Entre finals del segle xix i començaments del XX es milloraren les comunicacions de la zona, com la carretera del Carmel, que anava des de l'ermita fins a l'actual plaça Sanllehy, o la carretera entre Gràcia i El Carmel, projectada per Ubald Iranzo el 1904, i construïda entre 1907 i 1930. El 1901 també es construí la carretera entre els dos santuaris de la zona, el del Carmel i el de la Mare de Déu del Coll, actual carrer Santuari.

### Principis del segle XX: integració amb Barcelona

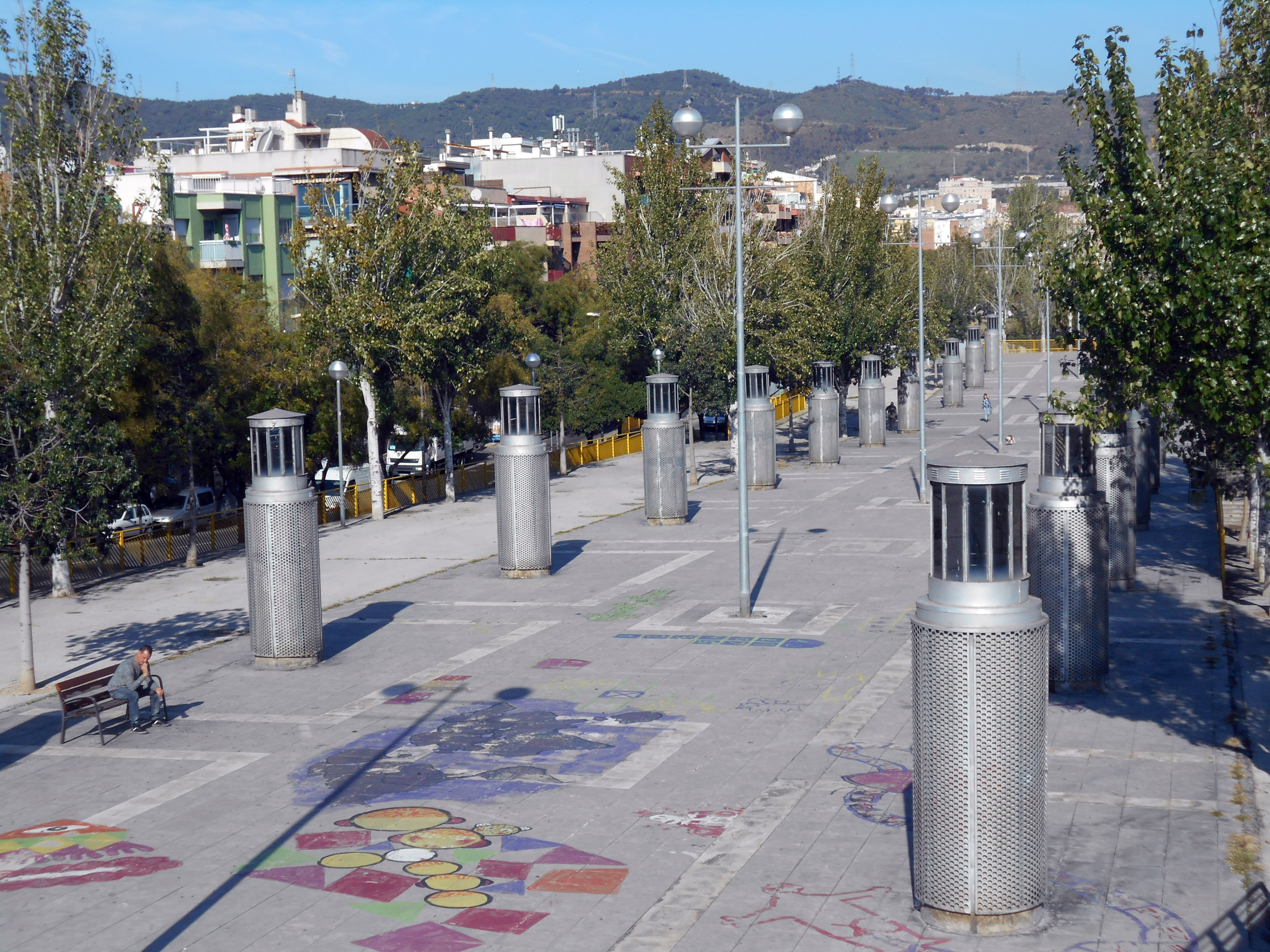
Rambla del Carmel

A començaments del segle xx sorgiren les primeres barriades de cases unifamiliars, les de Can Bacardí, Can Mans i Salt de les Bruixes. Generalment eren cases de dos pisos, amb un petit jardí, sovint segones residències de la burgesia de Gràcia i Horta. Les grans finques existents fins llavors foren parcel·lades en la seva majoria, ja que donaven escàs rendiment a nivell agrari, i els seus propietaris van preferir vendre els terrenys. En ser una zona poc urbanitzada i mal comunicada, en aquells dies, els terrenys eren barats i assequibles a la classe mitjana barcelonina. A partir de l'agregació d'Horta a Barcelona (1904) la zona del Carmel encara va quedar més aïllada. Començà ja des de llavors un fort associacionisme entre els veïns de la zona, que sempre ha comptat amb una intensa tasca veïnal ocupada en el desenvolupament del Carmel. El 1906 es fundà la societat El Fomento de la Barriada del Monte Carmelo, que vetllava pels interessos dels propietaris de la zona, especialment en la millora de l'urbanisme, comunicacions, serveis i infraestructures del barri. Posteriorment, el 1927, es creà l'Agrupación de Propietarios del Monte Carmelo, igualment dedicada a la defensa del benestar dels veïns.
Amb l'agregació dels pobles limítrofs a Barcelona entre 1897 i 1904 s'obrí la necessitat d'un projecte urbanístic que aglutinés l'eixample barceloní amb els nous districtes. A tal efecte s'aprobà el 1905 un pla d'enllaços dissenyat per l'urbanista francès Léon Jaussely, que establia un sistema viari bàsic per a la ciutat i els seus contorns, junt a la instauració d'una sèrie de parcs urbans i zones d'oci i esbarjo, entre les quals es trobava Horta. Malauradament, aquest projecte no pogué dur-se a terme completament, i fou substituït pel Pla Romeu-Porcel el 1917, que preveia el traçat d'uns eixos viaris bàsics per a la ciutat, en forma de vies de circumval·lació, així com un conjunt de carrers numerats que trencaven amb el sistema quadriculat del Pla Cerdà. Un dels artífexs del projecte, Ferran Romeu i Ribot, fou l'encarregat d'elaborar els plànols topogràfics d'Horta, entre els quals es trobava el Carmel (Plano Geométrico y Topográfico d'un macizo montañoso comprendido dentro del antiguo término municipal de Horta, 1915).

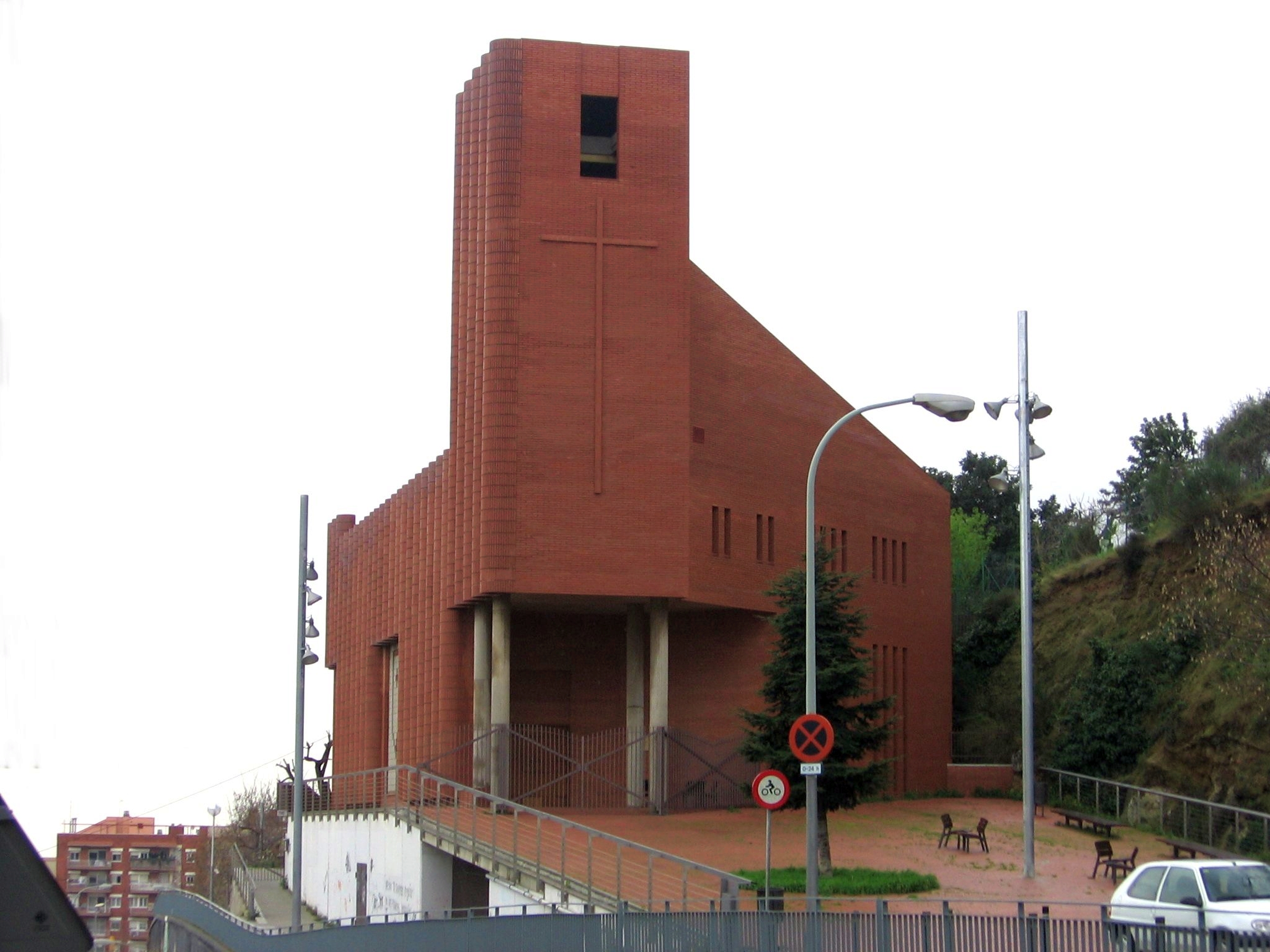
La nova església del Mont Carmel, inaugurada el 1988.

Entre 1900 i 1930 el procés d'urbanització del Carmel fou espectacular, produint-se nombroses parcel·lacions de les antigues finques agrícoles. Avui dia, nombrosos carrers del barri porten els noms d'antics propietaris dels terrenys, com els carrers Hortal (Miquel Hortal i Arisó), Batet (Amàlia Batet i Gil), Ros (Baudili Ros i Rodés), Tolrà (Antoni Tolrà i Fornés), Gabarnet (Artur Gabarnet i Rosés), Xinxó (Josep Xinxó i Canellas), Montserrat Casanovas, etc. Aquesta urbanització fou promoguda, a part de propietaris particulars, per diverses entitats, com l'Empresa Nacional de Tierras, dirigida per Anselm de Riu i Fontanilles, que adquirí tots els terrenys de l'antiga Can Baró, al vessant sud del Turó de la Rovira, que un cop parcel·lats foren comercialitzats; o la Cooperativa de Periodistas para la Construcción de Casas Baratas, que acollint-se a la llei de cases barates del 1911 promogué la construcció d'aquests habitatges de tipus popular, a la zona de la Font de la Mulassa. Cal destacar que en el procés de construcció de noves cases intervingueren arquitectes de renom, com Josep Maria Jujol, autor de la Villa Jumilla al carrer Marià Labèrnia (1927). Jujol també feu un projecte de cases barates que finalment no es va dur a terme.
En aquesta època El Carmel era un centre excursionista de gran interès per a la gent dels contorns, ja que el seu caràcter encara en bona part rural, i les nombroses fonts situades a la rodalia invitaven a fer petites escapades de la ciutat per a gaudir de la natura. El Santuari del Carmel també acollia nombroses processons i actes religiosos, i es construí una tanca perimetral amb diverses fites conegudes com a Via Crucis, on es feien aplecs, especialment en Setmana Santa. Moltes associacions religioses de Gràcia i Sant Martí realitzaven reunions socials al Santuari del Carmel, on a més de l'ofici religiós es feien menjars populars, jocs pels nens, balls de sardanes i concerts musicals, especialment de l'orfeó L'Estrella del Carmel. El 1924 es construí altra església en terrenys de l'antiga finca de Can Grau (actual cruïlla entre Llobregós i Conca de Tremp), la de Santa Teresa de Jesús, que fou tinença parroquial de Sant Joan d'Horta.
Als anys 1920 foren millorant a poc a poc les comunicacions del barri: el 1927 s'obrí la primera línia d'autobús entre Gràcia i El Carmel, oferta per la companyia Ribas Saladrigas, que anava des de la plaça Lesseps fins a la cruïlla dels actuals carrers Santuari i La Manxa. Tenia una freqüència de pas de 30 minuts, i costava 30 cèntims de pesseta en un sentit i 55 en bitllet d'anada i tornada. El 1929 fou pavimentada la carretera, fins aquell llavors en un pèssim estat que obligà a cancel·lar la línia d'autobús uns mesos. A l'acte d'obertura acudí l'alcalde de Barcelona, Darius Rumeu i Freixa, baró de Viver. Fins a finals dels anys trenta el Carmel seria una barriada de torres i torretes amb caire de zona d'estiueig i tranquil·litat, malgrat les mancances en els serveis. Torre Libro (1896), del carrer Hortal, és un dels pocs exemples de torres d'estiueig de l'època que queden en peu i en bon estat de conservació. Sembla que el seu primer propietari, qui va fer construir la casa, va ser el lingüista Antoni M. Alcover i Sureda on hi va fer estades curtes quan era a Barcelona.
Durant la Guerra Civil es van instal·lar unes bateries antiaèries al Turó de la Rovira, concretament quatre canons Vickers de 105 mm., que entraren en funcionament el 3 de març de 1938. Al final de la guerra tan sols quedaven dos canons en funcionament, que continuaren al seu lloc fins a una data indeterminada en que foren retirats. Entre 2006 i 2011 la zona fou rehabilitada com a centre d'estudi per a la memòria històrica, integrada al Museu d'Història de Barcelona.

### Desenvolupament demogràfic i urbanístic
A la postguerra El Carmel fou centre d'una creixent immigració originària de la resta de l'estat espanyol, fenomen iniciat des del 1929 amb l'Exposició Internacional de Barcelona, que va atraure molta mà d'obra, però intensificat després de la pugna civil. En aquests anys el barri creixé molt notablement, rebent sense cessar immigració andalusa i gallega –en la seva majoria– així com castellana o estremenya. En arribar, aquesta massa de gent es començà a aglomerar prop de coneguts, familiars o amics dels seus llocs de procedença, configurant així un barri de barraques fetes amb sostres de fibrociment (uralita) i parets de maó –en el millor dels casos–. El barraquisme es propagà per tot el barri, que patí una gran degradació no tan sols per la precarietat de les construccions, sinó per l'abandó i la desídia per part de les institucions públiques, que deixaren el barri pràcticament a la seva sort. A començaments dels anys 1940 encara no hi havia un sistema de clavegueram al barri, i els carrers estaven en la seva majoria sense asfaltar; el transport públic, paralitzat durant la guerra, no es restituí fins a 1963 amb la línia 10.
Durant els primers anys de la posguerra fou decisiva per al barri la iniciativa privada i les obres de beneficència, essent de remarcar l'Obra de Caridad Cristiana de Nuestra Señora de Fátima, fundada el 1943 per Àngels Campmany de Vinyals. L'Obra tenia per objectiu la cura de tuberculosos, encara que realitzava també nombroses obres de beneficència i d'assistència sanitària. El 1952 construí una ermita al carrer Font-rúbia, anomenada amb la mateixa advocació de la Mare de Déu de Fàtima, i el 1971 una llar infantil. Hi havia un projecte per a construir un gran hospital amb una església annexa, esbossant-se un projecte signat per l'arquitecte Josep M. Ayxelà i Terrats, que finalment no es va dur a terme per la magnitud del projecte i la falta de finançament.
En els anys quaranta, en la postguerra, també es va iniciar un procés de transformació de les antigues torres i un començament de cases autoconstruïdes. Durant el període d'autoconstrucció, que va arribar fins als anys 1962 – 1964, algunes constructores van desafiar les més elementals regles d'urbanisme, aixecant edificis sobre els grans desnivells del turó, amb escales tallades toscament sobre la pedra que feien l'ofici de carrers. Molts d'aquests espais havien estat antigues pedreres.

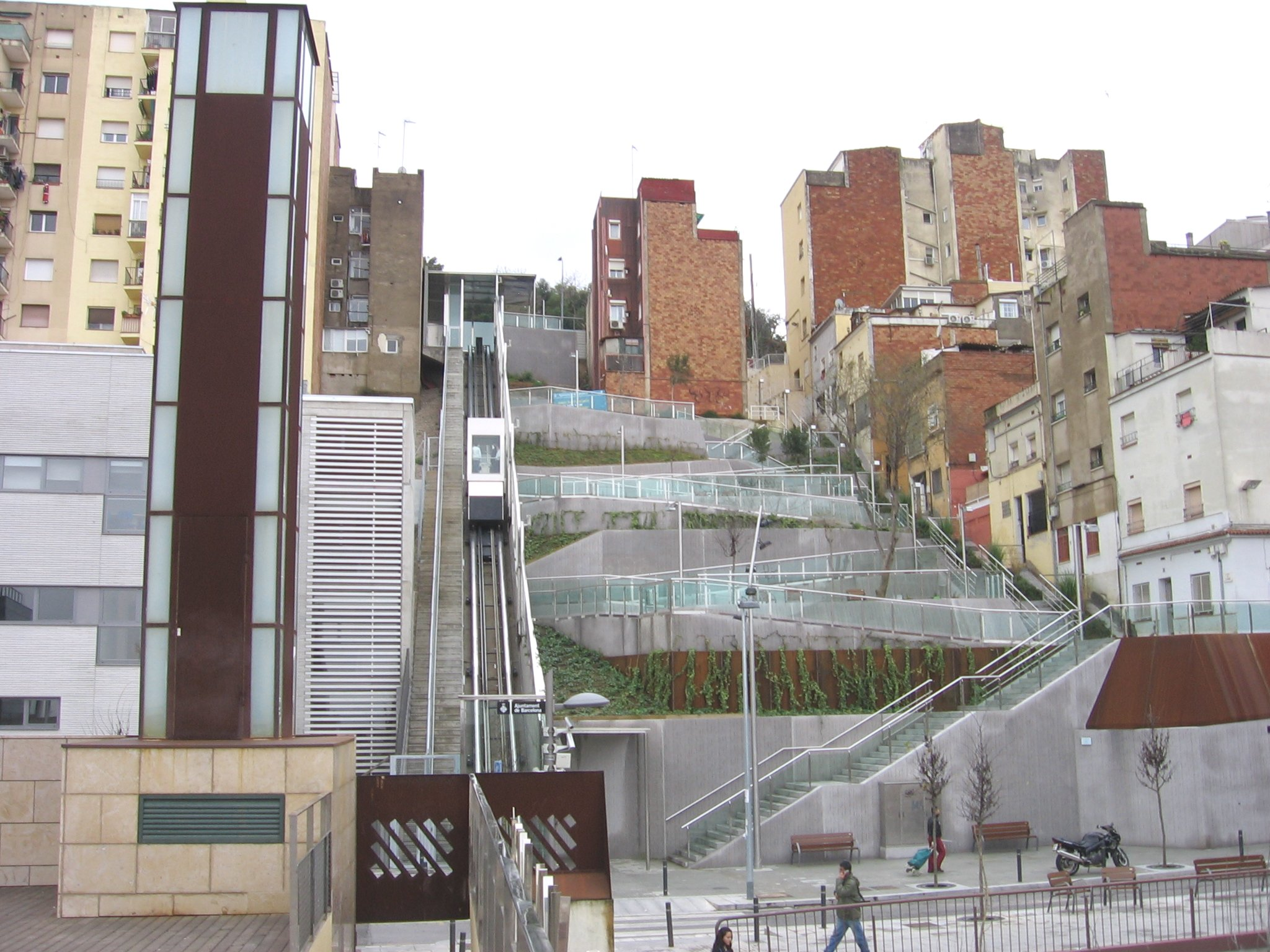
Ascensor inclinat del carrer Alguer.

La geografia turmentada d'aquest turó ha generat carrers, alguns amb desnivells increïbles, que han estat «salvats» a base d'escales. La col·locació d'escales mecàniques ha facilitat el desplaçament pel barri. Hi ha altres carrers amb característiques semblants com el carrer Feijoo, el passatge dels Santuaris, o el de l'Alguer, un carrer estret que des de la construcció de la Biblioteca ha estat eixamplat i s'hi ha incorporat escales mecàniques i un elevador des del carrer Murtra fins al carrer del Santuari.
En el Pla Comarcal de 1953 El Carmel s'incloïa dins d'un projecte de zona verda situat entre els parcs del Guinardó, Güell i la Creueta del Coll, prohibint-se qualsevol construcció excepte les pròpies del parc. Aquest projecte únicament significà la il·legalitat de les construccions que es venien realitzant, sense que es feu cap mena de realització en ares de la creació de la zona verda. La impunitat arribà a l'extrem de fer-se els ulls grossos amb l'explotació de les pedreres de Can Baró i del Coll, que foren explotades a un ritme frenètic, danyant irremeiablement la fisonomia de la zona. Del fenomen del barraquisme naixé el Centro Social del Carmelo, germen de l'Associació de Veïns del Carmel, fundada el 1972, que ha lluitat sense descans per rescatar el barri de l'oblit institucional i millorar les seves condicions de vida.
Als anys 1960 i 1970, i en el context de l'especulació immobiliària de l'època, s'inicià la construcció de grans blocs de pisos que foren substituint les antigues cases unifamiliars, fet que acabà de canviar la fisonomia del barri, que encara creixia sense cap projecte urbanístic coherent i sense les necessàries infraestructures elementals (clavegueram, pavimentació de carrers, il·luminació, transports, recollida d'escombraries, etc.). Entre les escasses actuacions municipals a la zona destaca la construcció del Mercat Municipal al carrer Llobregós, obert el 1964. El 1972 es projectà l'obertura del Túnel de la Rovira, que uniria El Carmel amb el Guinardó, obra polèmica per l'expropiació d'habitatges que afectaren a uns 500 veïns, alguns recent instal·lats en blocs de pisos nous, clar exemple de la falta de planificació en aquesta zona per part de l'Ajuntament. El túnel s'inaugurà el 1984.
Des de 1975, i en el context del nou procés democràtic iniciat al país, El Carmel ha millorat notablement la seva qualitat de vida, amb múltiples obres de millora i equipaments públics, que han millorat la imatge i la configuració urbanística del barri. Les últimes barraques foren derribades el 1990, en un acte al qual acudí l'alcalde Pasqual Maragall. S'han resolt els dèficits estructurals, les canalitzacions, els serveis públics, la il·luminació, l'asfaltat, els transports i les dificultats d'accessibilitat del terreny amb la instal·lació de nombrosos ascensors i escales mecàniques. Entre les obres dutes a terme destaquen l'obertura de la Rambla del Carmel –una de les principals vies del barri– i l'eixamplament del carrer Llobregós –que comportà l'expropiació d'altres 500 famílies i la desaparició de l'únic cinema del barri, el Popular–. Entre els nous edificis públics construïts destaquen diverses escoles (CEIP Coves d'en Cimany, Escola Bressol Tris Tras), l'ambulatori CAP El Carmel (2002), i la Biblioteca El Carmel-Juan Marsé (2003), dedicada a l'escriptor barceloní Juan Marsé, guanyador del Premi Planeta, que immortalitzà la fisonomia i els aspectes socials del barri del Carmel durant els anys 1950 amb la seva obra Últimas tardes con Teresa.
En totes aquestes millores tingué un paper protagonista l'Associació de Veïns, quines reivindicacions han ajudat a la constitució del barri que existeix avui dia. Entre altres actes, manifestacions i campanyes en mitjans de comunicació realitzats per l'Associació destacà l'exposició El Carmelo ¡Ignorado!, organitzada el 1974 en una tenda de campanya instal·lada itinerantment per tot el barri, donant a conèixer la problemàtica i les reivindicacions del barri, destacant una pel·lícula rodada per a l'ocasió, que mostrava la precarietat d'edificacions i serveis públics en nombroses zones del barri.
Entre els darrers esdeveniments en la vida del barri destaca sense dubte l'enfonsament per les obres de prolongació del Metro de Barcelona el 2005, que provocà l'enderroc de diversos immobles i el reallotjament de centenars de veïns, a més del consegüent escàndol polític en el que es veié implicada la Generalitat. Moltes famílies hagueren de viure en hotels durant un considerable temps –de sis mesos a un any– i algunes no pogueren ni entrar a les seves cases a recollir els seus objectes personals. Degut a aquest esdeveniment el 8 de febrer de 2005 la Generalitat declarà El Carmel com a Àrea Extraordinària de Rehabilitació Integral (AERI), amb un programa d'intervenció i de foment d'obres públiques, rehabilitació d'edificis i millora d'equipaments públics, dotat amb un pressupost d'11,5 milions d'euros. Per a tal fi es creà l'Agència de Promoció del Carmel, que coordina els nous projectes urbanístics.
Com a rescabalament, el 30 de juliol de 2010 s'inaugurà l'ampliació del metro amb la posada en funcionament de dues noves estacions, El Carmel i El Coll - La Teixonera, en un acte presidit pel president de la Generalitat, José Montilla, i l'alcalde Jordi Hereu. El mateix any 2010 s'amplià l'ambulatori del carrer Murtra, i s'instal·là un ascensor inclinat al carrer Alguer, salvant un dels majors desnivells entre carrers del barri. També s'han fet obres de millora en nombrosos carrers i encara queden per realitzar diversos projectes en tot el barri.

## Monuments i llocs d'interès

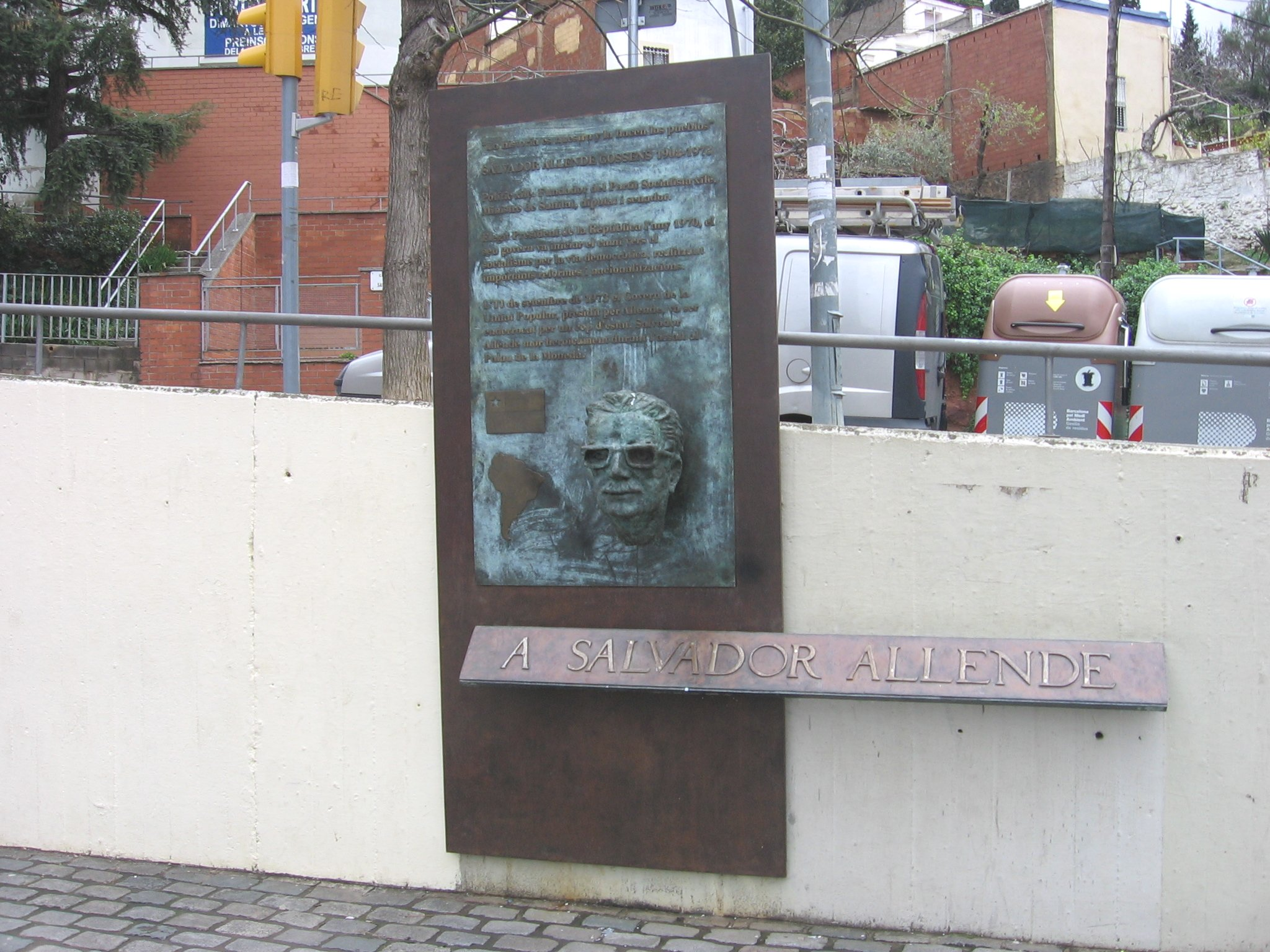
Monument a Salvador Allende.

El principal monument és el Santuari de la Mare de Déu del Mont Carmel, que dona nom al barri. El 1864 es construí l'ermita, però atès la seva petita mida –només podia acollir a trenta persones– entre 1985 i 1988 es construí una nova església, obra dels arquitectes Francesc de Paula Daumal i Domènech i Miquel Campos Pascual, amb un disseny contemporani de forma triangular, on destaca el color vermell del maó vist i la forma tubular de les parets laterals. El nou edifici fou inaugurat el 16 de juliol de 1988 per l'arquebisbe de Barcelona, Narcís Jubany.
El barri compta a més amb diverses obres d'art públic, destacant un monument a les Brigades Internacionals, situat a la Rambla del Carmel, on es realitzen ofrenes florals en record a aquests lluitadors de la llibertat; es titula David i Goliat, i és obra de Roy Shifrin (1988). Fou patrocinat pel batalló Abraham Lincoln i per l'Spanish Civil War Historical Society. Representa el casc de Goliat i el tors nu de David, amb un escut a la mà, realitzats en bronze sobre un pilar de ciment, amb un total de vuit metres d'altura.
Altre monument és el dedicat a Salvador Allende, a la plaça que duu el nom del president xilè, obra de l'arquitecte Jordi Farrando, amb un retrat en bronze del polític, obra de l'escultor xilè Lautaro Díaz; la plaça també inclou l'escultura Onze poliedres, de Marcel Martí. Altre exponent d'art públic és l'obra L'ordre d'avui és el desordre de demà (Saint-Just) (1999), d'Ian Hamilton Finlay, situat en un mirador del Turó del Carmel; es tracta d'una cita del revolucionari francès Louis Antoine Léon Saint-Just, escrita en catorze blocs de pedra situats a terra simulant làpides d'una necròpolis, en un conjunt d'uns sis metres quadrats.

## Economia
L'activitat econòmica del barri gaudeix de bona prosperitat, sobretot als sectors d'indústria, comerç i serveis. El 1996 constaven un total de 8.755 empreses, de les quals 3.580 eren de comerç (35,8%), 3.582 de serveis (35,8%), 1.235 d'indústria (12,3%) i 358 de la construcció (3,6%). Tanmateix, constaven 1.247 professionals i treballadors autònoms, un 12,5% de l'activitat econòmica.
Les principals activitats relacionades amb la indústria són les relacionades amb la fabricació de maquinària i productes metàl·lics, materials elèctrics i de precisió, productes alimentaris, productes tèxtils i del calçat, productes de fusta, plàstic i arts gràfiques. Quant a serveis, els principals sectors són els de la restauració (bars, restaurants i hotels), reparació de vehicles, transports i comunicacions, finances i assegurances, immobiliàries, serveis de neteja, sanitat i serveis educatius i culturals.
A nivell laboral, segons dades del padró de 1996, d'un total de 38.053 habitants constaven 17.480 persones actives (un 45,9%), de les quals 13.099 estaven empleades (34,4%), 3.603 desocupades (9,5%) i 778 cercant la seva primera feina (2,0%); i 20.573 persones no actives (54,1%), de les quals 7.347 eren estudiants (19,3%), 6.379 jubilats (16,8%), 4.963 mestresses de casa (13,0%) i la resta en altres situacions. Respecte a la població activa, del total de 13.099, 1.847 són empresaris i autònoms (14,1%), 7.597 són assalariats fixes (58,0%), 3.175 assalariats eventuals (24,2%) i la resta en altres situacions.

## Cultura i educació

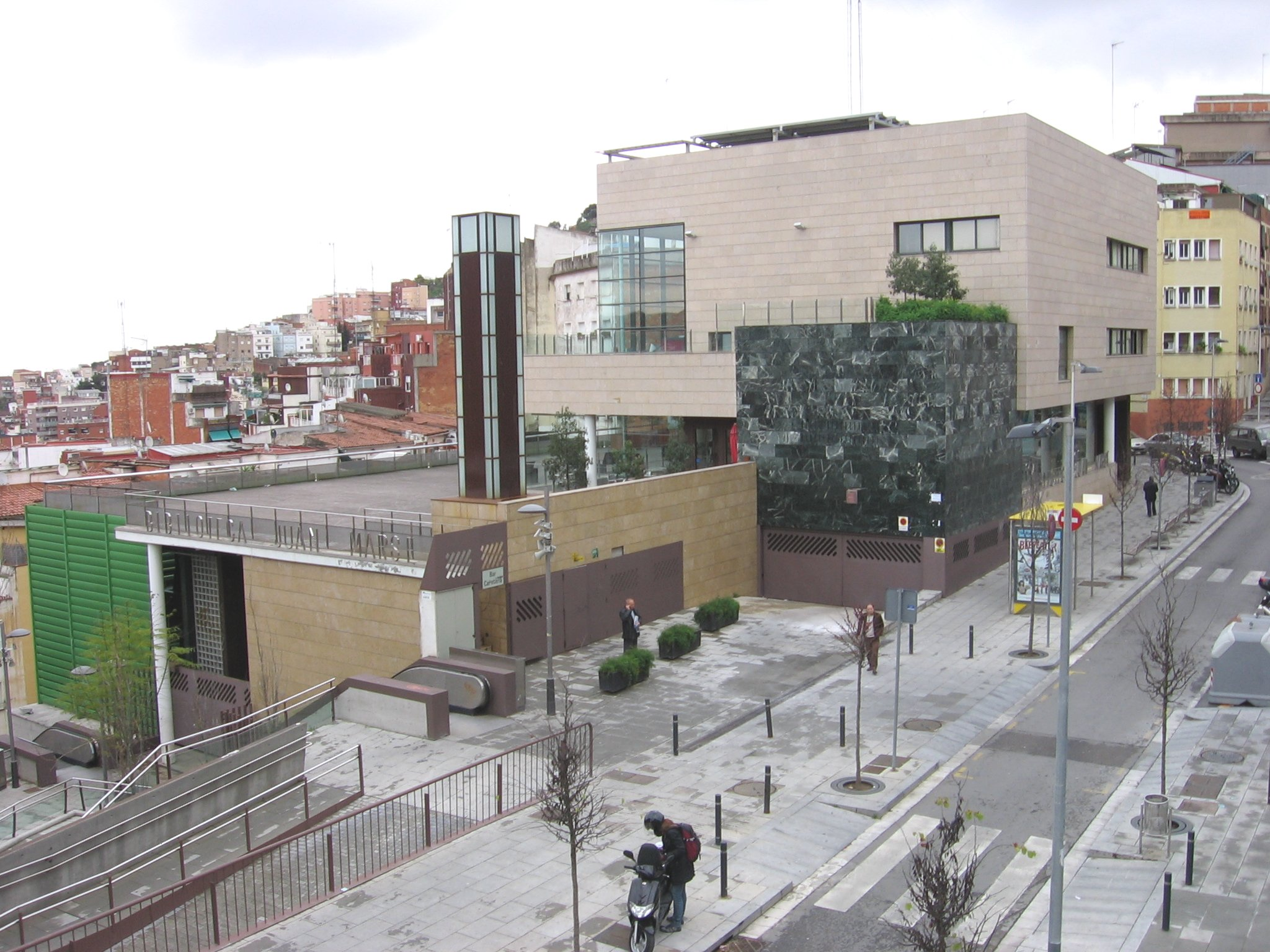
Biblioteca El Carmel-Juan Marsé

El Carmel ha tingut durant molt temps un gran dèficit a nivell educatiu i cultural, que s'ha vingut corregint amb els anys. En l'actualitat, el barri disposa de tres guarderies: Tris-Tras (carrer Llobregós), amb capacitat per a 61 nens, compta amb sala de música i d'audiovisuals, biblioteca, menjador i espais esportius; Xarlot (carrer Pantà de Tremp), amb capacitat per a 61 nens, adaptat a persones amb disminució física, compta amb zona esportiva i menjador; i Albí (carrer Sant Dalmir), amb 41 places, estant prevista una ampliació a 81 places per al 2012. També disposa de tres escoles d'educació primària: El Carmel (carrer Llobregós), que compta amb uns 240 alumnes d'entre 3 i 12 anys, i disposa de laboratori, zona esportiva, aules d'idiomes, informàtica i música; Coves d'en Cimany (carrer Coves d'en Cimany), escola d'atenció preferent, amb laboratori, gimnàs], biblioteca, aula d'informàtica, sales de música i tecnologia; i Teixonera (carrer Farnés), amb capacitat per uns 300 alumnes, compta amb laboratori, gimnàs i aules d'informàtica, música i idiomes. En darrer lloc, disposa d'una escola de secundària, l'IES Ferran Tallada (carrer Gran Vista), amb oferta de batxillerat i formació professional, amb uns 350 alumnes, comptant amb laboratori, gimnàs, biblioteca multimèdia i tallers; també disposa de borsa de treball i ofereix cursos de formació per a treballadors. El barri disposa també d'un centre de formació d'adults (El Carmel, al carrer Farnés) i tres escoles concertades (Piaget al carrer Llobregós, Santa Teresa de Jesús al carrer Llobregós, i Virolai al carrer Ceuta).
A nivell cultural, suposà un gran avenç per al barri la inauguració l'11 d'octubre del 2003 de la Biblioteca El Carmel-Juan Marsé (carrer Murtra, 135), que compta amb un ample fons de llibres —destacant una secció especialitzada en novel·la contemporània barcelonina, en homenatge a Juan Marsé—, revistes, periòdics, discs i pel·lícules, junt a serveis d'internet, Wi-Fi, sala multimàdia, àrea infantil, sala d'actes i bar-restaurant. La biblioteca organitza nombrosos actes culturals i activitats de difusió de la lectura, així com conferències, exposicions, tallers, activitats familiars i cursos de formació, junt a un servei de préstec presencial o a domicili. Disposa de sala d'actes i té dues àmplies terrasses que s'utilitzen durant el bon temps com a espai de lectura informal. Es troba en un edifici de nova construcció de més de 2.300 m².

## Sanitat
Igual que l'educació, la sanitat tingué greus dèficits durant molt temps, circumstància que ha anat millorant gradualment. En l'actualitat existeixen dos centres d'atenció primària, el CAP El Carmel (carrer Murtra) i el CAP Horta (carrer Lisboa). Com a la resta de Barcelona i de la societat espanyola en general, des de fa temps hi ha una tendència al progressiu envelliment de la població, afavorit per l'augment de l'esperança de vida. Així, una gran part dels recursos sanitaris estan destinats a aquesta franja de població, especialment exposada als problemes de salut derivats de l'edat. El 1997 l'esperança de vida era de 75,5 anys per a homes i 82,2 per a dones.
A la resta de la població, cal destacar la disminució els darrers anys de malalties com la SIDA i les relacionades amb la drogodependència, el tabaquisme i l'alcoholisme, gràcies a les campanyes de prevenció i a la conscienciació ciutadana. També han disminuït els embarassos no desitjats i les malalties de transmissió sexual. Igualment, ha baixat el nombre de malalties cardio-vasculars i cervell-vasculars, tot i que en canvi han crescut els casos de càncer, especialment de pulmó i de mama.
La natalitat és de 7,7 nascuts per cada 1.000 habitants, produint-se la majoria d'embarassos en la franja entre 30 i 34 anys (44,9%).

## Transports

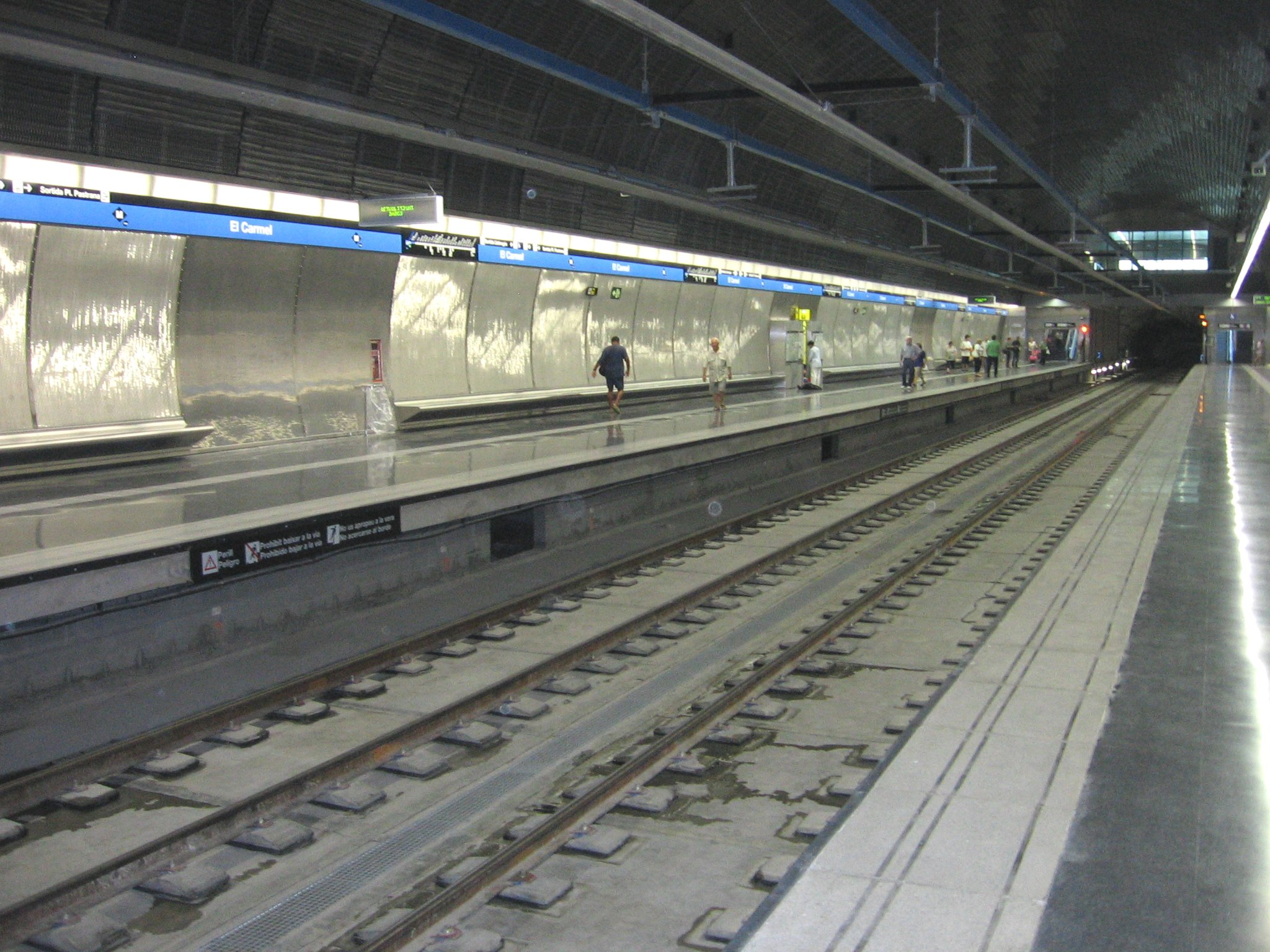
Estació de metro del Carmel.

El barri disposa de dues estacions de Metro de la línia 5: la d'El Carmel, amb sortides a la Plaça Pastrana i al carrer Llobregós (endavant del Mercat del Carmel); i la d'El Coll - La Teixonera, al Passeig de Mare de Déu del Coll (amb sortides igualment al carrer Beat Almató, per al barri del Coll, i al carrer Arenys, per al barri de La Teixonera).
A més, disposa d'un servei d'autobús de la línia 86 d'Authosa que comunica el barri amb el d'Horta, i la línia 87 que comunica el barri amb el districte de Gràcia.
També passen pel barri les línies 10, 19, 24, 28, 39, 45, 92, 102, 112, 119 i 185, així com els nocturns N4 i N5.

### Nus de comunicacions
El creuament de la carretera del Carmel amb el carrer Mühlberg, era el més important nus de comunicació de la zona. Allà confluïen quatre poblacions: Gràcia al vessant meridional, Sant Joan d'Horta al septentrional, Sant Martí de Provençals que feia frontera amb el cim del Turó de la Rovira i finalment Sant Andreu del Palomar per la zona de la Font d'en Fargues. Aquesta divisió va ser efectiva fins a l'any 1897 quan va tenir lloc l'agregació dels pobles a Barcelona, excepte Horta que no ho va fer fins al 1904.
Les principals vies de comunicació eren: l'antic camí de can Móra que vorejava la tanca est del Parc Güell i que a través del camí de can Xirot arribava fins a l'actual carretera del Carmel a l'alçada de Mühlberg, per continuar després per l'actual carrer d'Alcalde de Zalamea. El camí de can Móra també tenia un altre ramal turó amunt per l'antic coll del Portell, antiga via que venia de Gràcia per la part oest del Parc Güell, i que continuava més endavant per darrere del turó del Carmel per enllaçar finalment amb l'actual avinguda de la Mare de Déu del Coll. Una altra via de comunicació important era l'antic camí del Carmel que resseguia l'actual carrer Miquel dels Sants Oliver i la seva continuació pel carrer d'Albert Llanas, per enllaçar més o menys a l'alçada de la corba on es trobava amb la carretera del Carmel. Després continuava cap a Horta per l'actual carrer Alcalde de Zalamea, esmentat anteriorment, i que antigament també duia el nom de coll del Portell. Aquest nom el trobem en aquesta zona per diferents llocs i vies de comunicació antics.

## Associacions cíviques
El Carmel sempre ha tingut una gran tradició associativa, derivada de la tradicional mancança de serveis i infraestructures del barri i de la falta de suports institucionals, fet que portà a la seva població a fomentar l'associacionisme i la creació de tota classe d'entitats i associacions. El 2001 constaven un total de 51 associacions: 14 socio-educatives, 14 esportives, 12 culturals, 5 comercials, 3 veïnals i 3 de cooperació i solidaritat.
A nivell ciutadà el barri compta amb el Centre Cívic del Carmel, al carrer Santuari, així com el centre juvenil Espai Jove Boca Nord, al carrer Agudells. També compta amb dos ludoteques (La Torre al carrer Conca de Tremp i Arimel al carrer Santuari) i dos casals d'avis (Esplai Carmel al carrer de Can Xirot i Casal de Gent Gran Barcelona-Horta al carrer Tolrà). L'entitat Associació de disminuïts del Carmel-Taxonera "Sense Traves" presta atenció a persones amb disminució física, psíquica, orgònica o sensorial. El Casal Català del Carmel fomenta la cultura catalana. També hi ha diverses entitats dirigides a la solidaritat i la cooperació: Comitè de Solidaritat Centreamèrica d'Horta-Carmel, Treballem per Cuba Treballem per Boyeros i Xarxa solidària d'Horta-Carmel.
També es poden trobar altres associacions com Boca Ràdio, el projecte de l'Associació Juvenil d'Amics de la Ràdio-Carmel, que emet pel 90.1 FM a Barcelona i per internet, a www.bocaradio.org. Altres entitats són: Agrupament Escolta Grup Scout Makarenco, dedicat a l'escoltisme; Esplai de Rol Savagequesters, dedicat als jocs de rol; Escuderia de Scalextric del Carmel, dedicada al joc de scalextric; Societat Esportiva Colombicultura Carmel, dedicada a la colombicultura; Associació d'Amics del Metall, dedicada a la música heavy; l'associació FOC, dedicada a les festes populars catalanes de la patum, diables i dracs; l'associació de trabucaires Perot Roca Guinarda, etc.
A nivell esportiu el barri compta amb diversos equips de futbol: la Cultural Deportiva Carmelo, el Club Deportivo Sigüenza, la Unió Esportiva Pastrana, la Unió Esportiva Dante, la Unió Esportiva Calderón i el Club de Futbol Atlètic Carmel. També compta amb una associació ciclista (Club Ciclista El Carmel), una de muntanyisme (Club d'activitats de muntanya del Carmel), amb diversos equips de petanca (Club de Petanca Carmelo i Club de Petanca Túnel de la Rovira), i un de bitlles (Club de Bitlles COP). L'Associació d'Alumnes de l'Institut Municipal Ferran Tallada acull a esportistes federats per adaptar els seus horaris amb l'etapa escolar, a més dels propis alumnes del barri.